# Stari Grad (Čaška)
Stari Grad (mazedonisch Стари Град, alte Schreibweise bis 1945: Стари Градъ) ist ein Dorf im zentralen Teil Nordmazedoniens, das zur Gemeinde Čaška gehört. Die nächstgelegene Stadt ist Veles.

## Geographie
Stari Grad liegt etwa 20 Kilometer südwestlich von Veles. Das Dorf befindet sich in der historischen Landschaft Azot, welche auch Babunija genannt wird, angelehnt an den Babuna-Fluss. Die Nachbardörfer von Stari Grad sind Martolci, Izvor und Dolno Vranovci. Westlich des Dorfes erhebt sich das Bergmassiv Jakupica mit der Spitze Solunska Glava.

## Geschichte

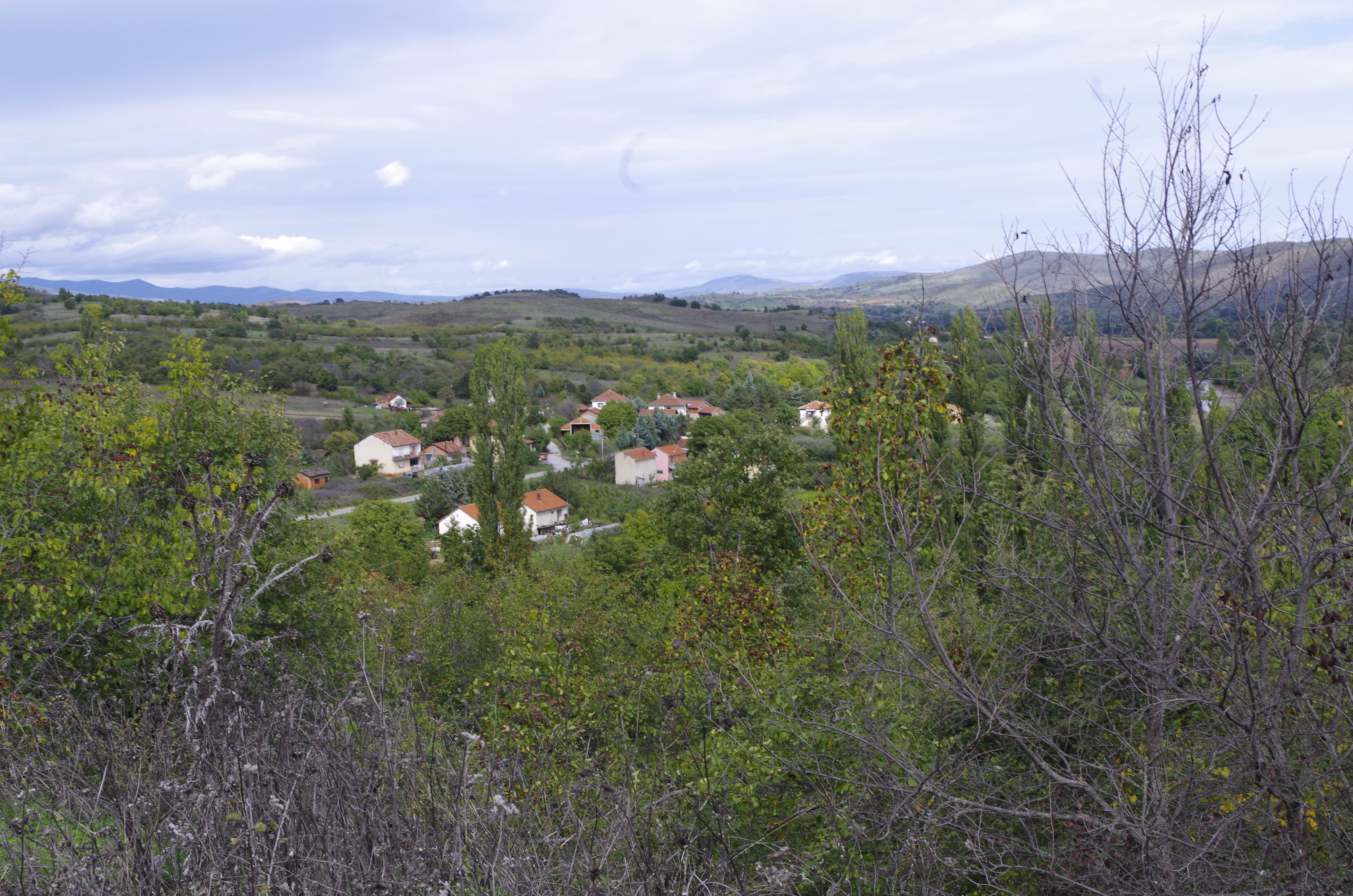
Blick auf Stari Grad

Die Region Azot wurde nach 1900 Schauplatz blutiger Kämpfe und Scharmützel zwischen den bulgarischen Komitadschi der Inneren Makedonisch-Adrianopeler Revolutionären Organisation (WMORO) und den serbischen Tschetniks, welche sich teilweise erfolgreich in der Region eingenistet hatten.
Laut der Statistik des Ethnographen Wassil Kantschow zählte Stari Grad Ende des 19. Jahrhunderts 320 Einwohner, welche allesamt als christliche Bulgaren klassifiziert wurden.
Nach den Statistiken des Sekretärs des bulgarischen Exarchats Dimitar Mischew („La Macédoine et sa Population Chrétienne“) im Jahr 1905 lebten in Stari Grad 344 bulgarische Exarchisten und sechs Zigeuner.
Laut einem Geheimbericht des bulgarischen Konsulats in Skopje im Jahre 1907 erkannten alle 43 Häuser des Dorfes unter der Drohungen der serbischen Tschetniks das Ökumenische Patriarchat von Konstantinopel an.
Im Zuge des Balkankrieges meldeten sich acht Dorfbewohner freiwillig zur Makedonisch-Adrianopeler Landwehr, einem Freiwilligenverband der bulgarischen Armee.
1927 führte der deutsche Forscher Leonhard Schultze Stari Grad auf seiner Karte Mazedoniens auf und ordnete es als ein bulgarisch-christliches Dorf ein.
Laut der letzten Volkszählung von 2002 lebten in Stari Grad 95 Einwohner, davon 94 Mazedonier und ein Anderer.